# Scusa (LDA)
Scusa è un singolo del cantautore e rapper italiano LDA, pubblicato il 17 dicembre 2021 come quinto estratto dal primo EP LDA.

## Descrizione
Il brano è scritto dallo stesso cantautore con Alessandro Caiazza e Davide Simonetta, in arte d.whale, il quale ha anche curato la produzione.

## Promozione
Il brano è stato presentato in anteprima nel corso della ventunesima edizione del talent show Amici di Maria De Filippi.

## Tracce
Testi e musiche di Luca D'Alessio, Alessandro Caiazza e Davide Simonetta.
1. Scusa – 2:36